# الکسی عیسی‌اف
الکسی میخائیلوویچ عیسی‌اف (انگلیسی: Aleksei Mikhailovich Isaev؛ روسی: Алексе́й Миха́йлович Иса́ев؛ ۲۴ اکتبر ۱۹۰۸ – ۱۰ ژوئن ۱۹۷۱)، که با نام ایسایف نیز شناخته می‌شد، مهندس راکت اهل روسیه بود.
وی همچنین برندهٔ جوایزی همچون نشان انقلاب اکتبر، جایزه لنین، جایزه دولتی اتحاد شوروی، نشان لنین، و قهرمان کار سوسیالیست شده‌است.

## زندگی‌نامه
عیسی‌اف در طول جنگ جهانی دوم تحت رهبری لئونید دوشکین کار بر روی 
بی‌آی-۱، هواگرد رهگیر تحقیقاتی قدرت‌گرفته از راکت  را آغاز کرد. او در سال ۱۹۴۴ دفتر طراحی خود را برای مهندسی موتورهای سوخت مایع تأسیس کرد. پس از رها شدن موتورهای سنگین، پیچیده و غیر قابل خنک‌کاری آلمان، والنتین گلوشکو، طراح موتور سرشناس روسی به نوآوری‌های ایسایف روی آورد: محفظه‌های احتراق با دیواره‌های پوشیده از لایهٔ نازک مس و پشتیبانی‌شده توسط فولاد.
عیسی‌اف نخستین شخصی بود که در سال ۱۹۴۹ چرخهٔ احتراق مرحله‌ای را معرفی کرد.
اگرچه که ابداعات او الهام‌بخش طراحی موتورهای بزرگ توسط گلوشکو بود، اما ایسایف خود بیشتر به‌خاطر ساخت موتورهای راکت کوچک و به‌صرفه شناخته شده‌بود. او موتورهایی را برای راکت‌های ضد موشک و ضد هواگرد روسیه طراحی کرد و در سال ۱۹۵۱، موتور او برای قدرت بخشیدن به موشک کوتاه‌برد آر-۱۱ زملیا، که بعداً اسکاد نام گرفت، مورد استفاده قرار گرفت.
عیسی‌اف عضو متناظر آکادمی علوم روسیه بود و دفتر طراحی مهندی شیمی ای.ام. ایسایف و دهانهٔ ایسایف در سمت پنهان ماه نیز نام خود را از او گرفته‌اند.